# Stephen Chbosky
Stephen Chbosky (Pittsburgh, Pensilvania; 25 de enero de 1970) es un escritor, guionista y director de cine estadounidense, conocido principalmente por ser el autor de la novela The Perks of Being a Wallflower, así como por guionizar y dirigir posteriormente la adaptación cinematográfica de esta. 

## Carrera
De adolescente, disfrutaba con historias clásicas de terror y fantasía. Fue fuertemente influenciado por la novela El guardián entre el centeno de J. D. Salinger y la escritura de F. Scott Fitzgerald y Tennessee Williams. Se graduó de la Escuela Secundaria St. Clair en 1988, época en la cual conoció a Stewart Stern, guionista de la película Rebelde sin causa (1955), protagonizada por James Dean. Stern se convirtió en amigo y mentor de Chbosky y demostró una gran influencia en su futura carrera. 
En 1992 se graduó del programa de escritura de guiones de la Universidad del Sur de California. En 1995 escribió, dirigió y actuó en la película independiente "The Four Corners of Nowhere", que le permitió encontrar su primer agente; la cinta fue aceptada por el Festival de Cine de Sundance, y se convirtió en una de las primeras películas en ser exhibidas por el Sundance Channel.
En 1994 comenzó a escribir una novela que, luego de varios años de gestación, se convirtió en The Perks of Being a Wallflower, una novela epistolar que sigue la maduración intelectual y emocional de un adolescente que utiliza el alias de Charlie, en el transcurso de su primer año de escuela en la preparatoria. El libro, la primera novela de Chbosky, fue publicado por MTV Books en 1999 y fue un éxito popular instantáneo, entre los lectores adolescentes; en 2000 la novela fue el título más vendido de MTV Books. La novela suscitó controversias acerca de la visión de Chbosky sobre la sexualidad adolescente y el consumo de drogas. El libro fue prohibido en varias escuelas y apareció, en 2006 y 2008, en las listas de los 10 libros más frecuentemente impugnados de la Asociación de Bibliotecas de Estados Unidos.
Publicó Pieces (2000), una antología de cuentos cortos. Ese mismo año, trabajó con el director Jon Sherman en una adaptación cinematográfica de la novela de Michael Chabon Los misterios de Pittsburgh, aunque el proyecto fue cancelado en agosto de 2000.
Chbosky escribió en 2005 el guion para la adaptación cinematográfica del musical de Broadway Rent, que recibió críticas variadas.
A mediados de la década de 2000, Chbosky decidió, por consejo de su agente, comenzar a trabajar también para la televisión; por lo que aceptó actuar como creador, productor ejecutivo y escritor de la serie dramática de la CBS Jericho, que se estrenó en septiembre de 2006. La primera temporada de la serie recibió calificaciones mediocres, y CBS canceló el show en mayo de 2007. Una campaña popular para reponer la serie de CBS, convenció a los productores de renovarla para una segunda temporada, que se estrenó el 12 de febrero de 2008, cancelándose nuevamente en marzo de 2008.
Finalmente, Chbosky escribió el guion y dirigió la película basada en su novela, cuya producción tuvo lugar a mediados de 2011, y la película fue estrenada en el otoño de 2012 con el título The Perks of Being a Wallflower; y estuvo protagonizada por Logan Lerman, Emma Watson y Ezra Miller. Chbosky fue nominado en la categoría de Mejor Guion Adaptado para los premios 2013 del Sindicato de Guionistas.
En 2017 estrenó Wonder, película basada en el libro homónimo. Tras el recibimiento negativo de su siguiente película, Querido Evan Hansen, estrenó la comedia dramática Nonnas en 2025, protagonizada por Vince Vaughn, que se transformó en un éxito entre la crítica y el público.
Actualmente, Chbosky reside en Los Ángeles, California.

## Filmografía

### Como director
- 1995 - The Four Corners of Nowhere
- 2012 - The Perks of Being a Wallflower
- 2017 - Wonder
- 2021 - Querido Evan Hansen
- 2025 - Nonnas

### Como escritor/guionista
- - The Four Corners of Nowhere (novela)
- 1999 - The Perks of Being a Wallflower (novela)
- 2013 - Brutally Normal (serie de televisión)
- 2002 - Rent (película)
- 2006-2008 - Jericho (serie de televisión)
- 2017 - La bella y la bestia (película)
- 2018 - Amigo imaginario (novela)

### Como productor
- 2009 - The Four Corners of Nowhere (película)
- 2006-2008 - Jericho (serie de televisión)
- 2007 - The Poughkeepsie Tapes (película)
- 2007 - Strange Girls (película)
- 2009 - Me, You, a Bag & Bamboo (cortometraje)
- 2012 - The Perks of Being a Wallflower (película)